# Cherré-Au
Cherré-Au – gmina we Francji, w regionie Kraj Loary, w departamencie Sarthe. W 2016 roku liczba ludności wynosiła 2763 mieszkańców. 
Gmina została utworzona 1 stycznia 2019 roku z połączenia dwóch ówczesnych gmin: Cherré oraz Cherreau. Siedzibą gminy została miejscowość Cherré. 